# Томоровяну, Илинка

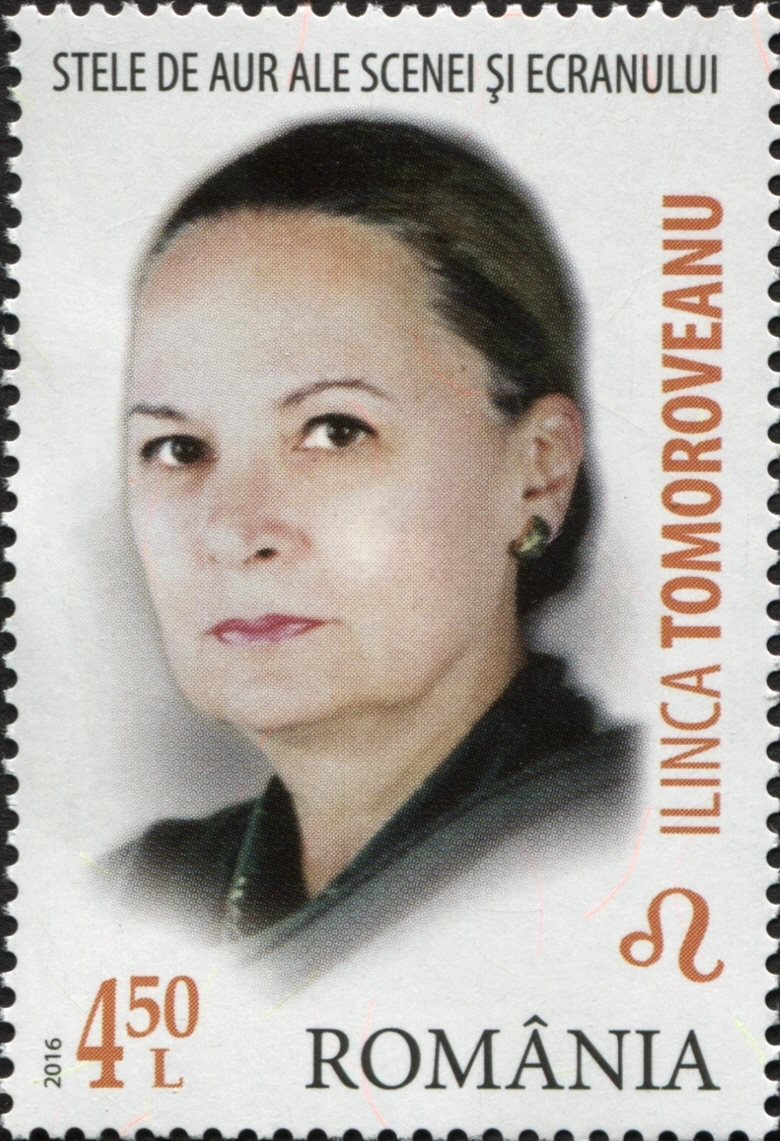
Илинка Томоровяну на почтовой марке Румынии 2016 г.

Илинка Томоровяну (рум. Ilinca Tomoroveanu; 21 августа 1941, Бухарест — 2 мая 2019, Бухарест) — румынская актриса театра и кино, театральный деятель.

## Биография
Внучка поэта Октавиана Гоги. В 1964 году окончила Бухарестский театральный институт (ныне Национальный университет театра и кино «И. Л. Караджале»), ученица Костаке Антониу. В том же году дебютировала на сцене Национального театра в Бухаресте.
За творческую карьеру сыграла целый ряд ролей в пьесах румынских и зарубежных авторов (К. Петреску, П. Эверак, Лопе де Вега, Ф. Достоевский, Л. Толстой, Г. Ибсен, Э. Ростан, А. Гельман, А. Габор, А. Буэро Вальехо, Т. Уильямс и других).
Снималась в кино в 1956 года. Сыграла в 14 фильмах.
С 1980 года — член Румынского союза кинематографистов (UCIN). В 1990 году стала членом Союза румынских театральных деятелей (UNITER), а с 1999 года — членом правления UNITER.
С 2005 года — заместитель художественного руководителя Национального театра в Бухаресте.
Почётный президент культурного фонда Октавиана Гоги (с 1999).

## Награды
- Памятная медаль им. Михая Эминеску (2000).
- Командор ордена «За заслуги перед культурой»[рум.] в категории D «Исполнительское искусство» (2004 год, Румыния)[3].
- Орден Искусств и литературы (2012, Франция).

## Избранная фильмография
- 1956 — Гордость / Mîndrie
- 1963 — Любовь одного вечера / O Dragoste lungă de-o seară — Иляна
- 1965 — 6-й раунд / Runda 6
- 1965 — У врат земли/ La portile pamîntului
- 1969 — Война дам / Războiul domniţelor
- 1972 — Потому что они любили / Pentru că se iubesc
- 1991 — Как Питер Пэн / De-aș fi Peter Pan
- 2000 — Роберта / Roberta